# Ascanio in Alba
Ascanio in Alba este o operă în două acte (feste teatrale in due atti / serenadă-balet) de Wolfgang Amadeus Mozart, compusă după un libret în limba italiană de abatele Giuseppe Parini. Opera a fost clasificată sub nr. 111 în Catalogul Köchel.
Premiera a avut loc la 17 octombrie 1771 la Teatro Regio Ducal din Milano.

## Personajele operei
- Venere, Venus (soprană)
- Ascanio, fiul ei (sopran[2] sau mezzo-sopran[3], castrat)
- Silvia, Nimfă descendentă din linia lui Hercule, logodnica lui Ascanio (soprană)
- Aceste, preot al lui Venus (tenor)
- Fauno, un cioban (sopran, castrat)
- Geniile (cor)
- ciobani (cor de bărbați)
- ciobănițe (cor de femei)

## Arii celebre
- « Ah di sì nobil » - Ascanio (actul I)
- « Al chiaror di que' bei rai » - Venus (actul I)
- « Cara, lontano » - Ascanio (actul I)
- « Come è felice stato » - Silvia (actul I)
- « L'ombra de rami tuoi » - Venus (actul I)
- « Per la gioja in questo seno » - Aceste (actul I)
- « Se il labbro più no dice » - Fauno (actul I)
- « Si, ma d'un altro amore » - Silvia (actul I)
- « Al mio ben mi veggio avanti » - Ascanio (actul II)
- « Dal tuo gentil sembiante » - Fauno (actul II)
- « Infelici affetti miei » - Silvia (actul II)
- « Sento che il cor mi dice » - Aceste (actul II)
- « Spiega il desio le pinme » - Silvia (actul II)
- « Torna mia bene » - Ascanio (actul II)